# کارزار کریمه
کارزار کریمه که در تاریخ‌نگاری نظامی شوروی از آن با عنوان دفاع راهبردی کریمه (به روسی: Крымская оборонительная операция) یاد می‌شود، یک نبرد طولانی و پیچیده هشت‌ماهه بین نیروهای محور و ارتش سرخ برای سلطه بر شبه‌جزیره کریمه در جبهه شرقی جنگ جهانی دوم بود. این کارزار که تلفات سنگینی بر جای گذاشت، از تابستان سال ۱۹۴۱ تا نیمه نخست سال ۱۹۴۲ ادامه پیدا کرد و در نهایت با پیروزی نیروهای آلمانی و متحدان رومانیایی آن‌ها به پایان رسید.
پس از آغاز عملیات بارباروسا، تهاجم آلمان به شوروی در ماه ژوئن سال ۱۹۴۱، ارتش یازدهم ورماخت به فرماندهی سپهبد اریش فون مانشتاین، در کنار ارتش‌های سوم و چهارم رومانی از روز ۲۶ سپتامبر سال ۱۹۴۱ درگیر این کارزار شدند که ارتش پنجاه و یکم شوروی همراه با ناوگان دریای سیاه به مقابله ایستادند. پس از رخنه نیروهای آلمانی به درون کریمه بیشتر این شبه‌جزیره، به استثنای شهر مستحکم سواستوپول در جنوب آن، به سرعت به تصرف مهاجمان درآمد. آلمانی‌ها سواستوپول را به محاصره درآورند. با وجود چندین تلاش ورماخت در طول چند ماه برای تخسیر سواستوپول، این محاصره حدود ۲۵۰ روز به طول انجامید. در این حین ارتش سرخ با پیاده‌سازی نیرو در شبه‌جزیره کرچ برای مدتی قسمت‌هایی از شرق کریمه را باز پس گرفت. به هر صورت، نیروهای آلمانی، در جریان آماده‌سازی برای تهاجم تابستانه سال ۱۹۴۲ موسوم به مورد آبی، پس از بیرون راندن دشمن از کرچ در ماه مه، در نهایت سواستوپول را روز ۴ ژوئیه سال ۱۹۴۲ به سلطه خود درآوردند. کارزار کریمه به جهت شرایط شرایط خاص و انزوای جغرافیایی آن به شکل نسبتاً مستقلی نسبت به سایر رزمگاه‌های جبهه شرقی اتفاق افتاد.

## پیش‌زمینه و طرح تهاجم ورماخت
شبه‌جزیره کریمه با قرار گرفتن پایگاه اصلی ناوگان دریای سیاه نیروی دریایی شوروی در سواستوپول در آن و همچنین شبه‌جزیره کرچ در شرق آن به عنوان ورودی قفقاز، از همان ابتدا هدف مهمی برای ورماخت بود؛ به وجهی که در مرحله طرح‌ریزی عملیات بارباروسا، تهاجم آلمان به شوروی، در ردیف اهدافی چون لنینگراد و حتی با اولویتی بالاتر از مسکو، مورد اشاره و تأکید آدولف هیتلر، پیشوای رایش سوم قرار می‌گرفت. پس از آغاز عملیات بارباروسا و پیشروی ورماخت در عمق خاک شوروی، هیتلر با صدور فرمان شماره ۳۴ پیشوا در روز ۱۲ اوت سال ۱۹۴۱، ضمن تأکید مجدد بر اهمیت این منطقه، گروه ارتش جنوب را در کنار موارد دیگر، موظف به تصرف کریمه کرد. بر این مبنا، آلمان می‌توانست با تصرف کریمه خطر حملات هوایی دشمن علیه میدان‌های نفتی رومانی، به عنوان منبع حیاتی آلمان، را بر طرف کند. فرماندهی گروه ارتش جنوب روز ۹ سپتامبر ارتش یازدهم ورماخت در جناح جنوبی این گروه ارتش را مأمور به پیگیری همزمان حفاظت از جناح راست گروه ارتش در شمال دریای آزوف و سلطه بر شبه جزیره کریمه کرد. سپهبد اریش فون مانشتاین، فرمانده جدید ارتش یازدهم تصمیم به در اولویت قرار دادن کریمه گرفت. درحالی‌که نبرد در ناحیه کی‌یف همچنان در جریان بود، آلمانی‌ها با رسیدن به ساحل دریای آزوف روز ۱۷ سپتامبر ارتباطات زمینی با کریمه را قطع کردند. پس از پاکسازی منطقه تحت محاصره کی‌یف در اواخر ماه سپتامبر، فرماندهان ارشد نظامی آلمان انتظار داشتند با نیرویی نسبتاً اندک شبه‌جزیره کریمه را تسخیر کنند و پیش از فرا رسیدن زمستان وارد قفقاز شوند. طبق طرح اولیه فون مانشتاین، سپاه ۵۴ ورماخت به فرماندهی سپهبد اریک هانزن متشکل از دو لشکر چهل و ششم و هفتاد و سوم پیاده‌نظام، می‌بایست به باریکه پرکوب به عنوان ورودی شبه‌جزیره، یورش می‌برد. پس از ایجاد رخنه در دفاع دشمن، سپاه ۴۹ کوهستان ورماخت و لشکر لایب‌اشتاندارته آدولف هیتلر اس‌اس با بهره‌گیری از آن وارد کریمه می‌شدند. در این هنگام ارتش سوم رومانی تحت هدایت عملیاتی فون مانشتاین، از جناح شرقی نیروهای ارتش یازدهم ورماخت محافظت می‌کرد.

## آغاز تهاجم ورماخت به کریمه
با توجه به منتفی بودن امکان عملیات‌های هوابرد برای فرود در پشت خط دفاعی دشمن و آب-خاکی برای پیاده‌سازی نیرو در سواحل کریمه، تهاجم به باریکه پرکوپ می‌بایست به شکل یک حمله مستقیم رو در رو صورت می‌گرفت. سپاه ۵۴ ورماخت با قرار دادن لشکر چهل و ششم پیاده‌نظام در جناح چپ، لشکر هفتاد و سوم پیاده‌نظام در جناح راست و لشکر پنجاهم پیاده‌نظام در پشت سر آن‌ها، تهاجم به باریکه پرکوب را از روز ۲۴ سپتامبر آغاز کرد. یک گردان توپ تهاجمی، بیست گردان توپخانه و راکت‌اندازهای نیبل‌ورفر از این تهاجم پشتیبانی می‌کردند. با وجود بهره‌گیری از پشتیبانی هوایی و توپخانه، پیشروی آلمانی‌ها برای سه روز نخست در پهنه مسطح ناحیه در مقابل کمربند دفاعی ارتش سرخ با عمق ۴۰ کیلومتر، به کندی پیش رفت و تلفات سنگینی به هر دو طرف وارد شد. با توجه به این که هیچ پوششی در پهنه مسطح شوره‌زارهای این ناحیه وجود نداشت، مهاجمان مجبور بودند مبادرت به حفر گاهی چند متر جان‌پناه در زمین برای خود کنند. با این آتش متمرکز و دقیق توپخانه شوروی شرایط را برای آلمانی‌ها بسیار دشوار می‌کرد. استقرار توپخانه ارتش سرخ در مواضع مستحکم زرهی و بتنی و استتار مناسب آن به سختی امکان ضد آتشبار را به توپخانه ورماخت می‌داد. خط اصلی دفاعی شوروی با سه لشکر ۱۵۶، ۲۷۱ و ۲۷۶ تفنگ‌دار بر شبکه سنگرهای احداث‌شده در سده هجدهم ملقب به «دیوار تارتار» قرار داشت. نیروهای ورماخت در نهایت توانستند با به‌کارگیری مهندسان رزمی، در عرض سه روز بعدی از قسمت آرمیانسک از سد مواضع ارتش سرخ بگذرند. در این هنگام ضد حمله هنگ ۵ تانک شوروی به سمت شمال خط نیروهای فرسوده آلمانی را شکست و عناصر این یگان خود را به پشت خط مقدم لشکر هفتاد و سوم ورماخت رساندند. به هر صورت این هنگ نتوانست کار به جایی ببرد و در برابر آتش متمرکز توپخانه و هواگردهای ورماخت متحمل تلفات سنگین و وادار به عقب‌نشینی گردید. بدین شکل آلمانی‌ها قادر به عبور از باریکه شدند. ارتش سرخ تا استحکامات بین دریاچه‌های ناحیه ایشون عقب نشست و مواضع دفاعی جدیدی اتخاذ کرد. تا بدین لحظه حدود ۱۱ هزار نفر از قوای شوروی به اسارت نیروهای آلمانی درآمده بودند.
در این هنگام به دستور فرماندهی عالی آلمان لشکر لایب‌اشتاندارته آدولف هیتلر اس‌اس که در طرح اولیه فون مانشتاین می‌بایست وارد کریمه می‌شد و امید می‌رفت بتواند با یک حرکت برق‌آسا سواستوپول در جنوب شبه‌جزیره را تسخیر کند، به گروه زرهی ۱ ملحق شد. دو لشکر سپاه ۵۴ ورماخت که در نبرد بر سر باریکه پرکوب تلفات زیادی خورده بودند، نیز تا پیش از فرایند بازسازی نمی‌توانستند به عمق کریمه یورش ببرند. در همین حال ارتش‌های نهم و هجدهم جبهه جنوبی شوروی از روز ۲۴ سپتامبر ضد حمله‌ای را علیه نیروهای محور در شمال دریای آزوف آغاز کردند تا اتصال از دست رفته با ارتش پنجاه و یکم شوروی در کریمه را بازیابند. این تهاجم جبهه جنوبی شوروی علیه جناح شرقی ارتش یازدهم ورماخت که توسط ارتش سوم رومانی محافظت می‌شد، روز ۲۶ سپتامبر موجب پدیداری شکاف‌هایی در آن شد. با توجه به حساسیت شرایط، فون مانشتاین به سپاه ۴۹ کوهستان ورماخت که در حال عبور از باریکه پرکوب بود، دستور به بازگشت به شمال داد تا اوضاع را در جناح شرقی به سامان کند. با وجود مرتفع شدن خطر در این موضع، فون مانشتاین دیگر هیچ آرایش تازه‌نفسی برای ادامه تهاجم به کریمه در اختیار نداشت.
در ادامه با سپرده شدن مسئولیت تهاجم به شرق به گروه زرهی ۱ و انتقال سپاه ۴۹ کوهستان به آن، ارتش یازدهم ورماخت که ناتوان از پیگیری همزمان دو مأموریت پیشین بود، با دریافت سپاه ۳۰ و یک لشکر پیاده‌نظام دیگر برای سپاه ۵۴ ورماخت، دستور به متمرکز کردن تمامی قوای خود بر پاکسازی کریمه گرفت. فون مانشتاین علاوه بر این موفق به گرفتن سپاه ۴۲ ورماخت با دو لشکر پیاده‌نظام برای ارتش خود شد. بدین ترتیب ارتش یازدهم ورماخت دومین تلاش برای ورود به کریمه را با توانی به شدت تقویت‌شده صورت می‌داد.
در همین حال، با دستور روز ۳۰ سپتامبر استاوکا، فرماندهی عالی نیروهای مسلح شوروی، ارتش سرخ با تخلیه بندر تحت محاصره اودسا، نیروهای خود را بین روزهای ۲ تا ۱۶ اکتبر از طریق دریای سیاه به سواستوپول منتقل کرد تا دفاع کریمه را تقویت کند. با انتقال این نیروها دفاع کریمه هم‌اینک شامل ارتش مستقل پنجاه و یکم شوروی به فرماندهی ارتشبد فیودور کوزنتسوف با دوازده لشکر تفنگ‌دار و چهار لشکر سواره‌نظام می‌شد. این نیروها حدوداً دو برابر قوای تحت امر فون مانشتاین بودند. کوزنتسوف یک تهاجم بزرگ از سمت آلمانی‌ها را پیش‌بینی می‌کرد اما با نگرانی از این که فون مانشتاین دست به یک عملیات آبی-خاکی بزند، نیروهای خود را در خط ساحلی کریمه پخش کرد.

## دومین تلاش ورماخت برای ورود به کریمه
نیاز به بازسازماندهی و ذخیره‌سازی تدارکات لازم، تلاش دوم فون مانشتاین برای ورود به کریمه را تا روز ۱۸ اکتبر به تعویق انداخت. تهاجم مجدداً به کمک دو لشکر سپاه ۵۴ و یک لشکر بیست و دوم پیاده‌نظام سپاه ۳۰ ورماخت از سر گرفته شد. با توجه به محدودیت طول خط مقدم (تنها حدود ۷ کیلومتر) فون مانشتاین نمی‌توانست لشکر دیگری را وارد میدان کند. از این رو مابقی لشکرهای او پشت خط مقدم منتظر فراهم آمدن فضا بودند. هم‌اینک شمار قوای شوروی در دفاع از باریکه به هشت لشکر تفنگ‌دار و چهار تیپ سواره‌نظام رسیده بود. علاوه بر این نیروی هوایی شوروی قدرت بیشتری در آسمان داشت و عملیات برای آلمانی‌ها را دشوارتر می‌کرد. همزمان سپاه ۴ هوایی لوفت‌وافه نیز با مجموع توان شش و نیم گروه بمب‌افکن، سه گروه بمب‌افکن شیرجه‌ای، دو گروه هواگرد تهاجمی و پنج گروه جنگنده، حملات شدیدی به نقاط تمرکز نیروهای دشمن، استحکامات و سایر مواضع مدافعان صورت می‌داد. در این حین لوفت‌وافه حملاتی هم به پایگاه‌های هوایی شوروی در کریمه انجام می‌داد تا از تاثرگذاری هواگردهای دشمن بر شرایط بکاهد.
در همین زمان، فرماندهی گروه ارتش جنوب از فرماندهی عالی درخواست کرد لشکر شصتم پیاده‌نظام موتوریزه به عنوان یک یگان متحرک از سپاه ۳ موتوریزه از گروه زرهی ۱ به ارتش یازدهم ورماخت منتقل شود تا فون مانشتاین بتواند به سرعت کریمه را تصرف کند و از شبه‌جزیره کرچ وارد قفقاز شود. به هر صورت با توجه به شرایط گروه زرهی ۱ در ناحیه رود دن، روز ۲۶ اکتبر با این درخواست مخالفت شد. با این حال نیروی کمی وعده داده شده از لوفت‌وافه شامل سه گروه جنگنده و دو گروه بمب‌افکن شیرجه‌ای تحت امر خلبان تک‌خال، سرهنگ ورنر مولدرس، روز ۲۴ اکتبر به موقعیت رسید تا از ارتش یازدهم ورماخت پشتیبانی کند.
علاوه بر تلفات سنگین نیروهای ارتش سرخ که غالباً در اثر آتش توپخانه دشمن به آن وارد می‌آمد، آلمانی‌ها که برخلاف معمول در این موقعیت وادار به تهاجم رو در رو شده بودند، نیز بسیاری از نفرات خود را از دست دادند. به هر صورت با توجه به مهارت و تجربه بیشتر، قوای ورماخت دست بالا را در برابر نیروهای بی‌تجربه شوروی که بسیاری از آن‌ها به تازگی جذب نیروهای مسلح شده بودند، داشتند. بدین شکل تحت فشار آلمانی‌ها خط مقدم رفته‌رفته به سمت جنوب حرکت کرد. تا روز ۲۵ اکتبر ارتش پنجاه‌ویکم شوروی در کریمه تمامی دوازده لشکر خود را وارد درگیری‌ها کرد و دیگر نیروی ذخیره نداشت. بدین ترتیب مقاومت مدافعان روز ۲۸ اکتبر در ناحیه ایشون از هم پاشید تا نیروهای فون مانشتاین در نهایت قادر به ورود به کریمه شوند.

## تسخیر کریمه توسط ورماخت

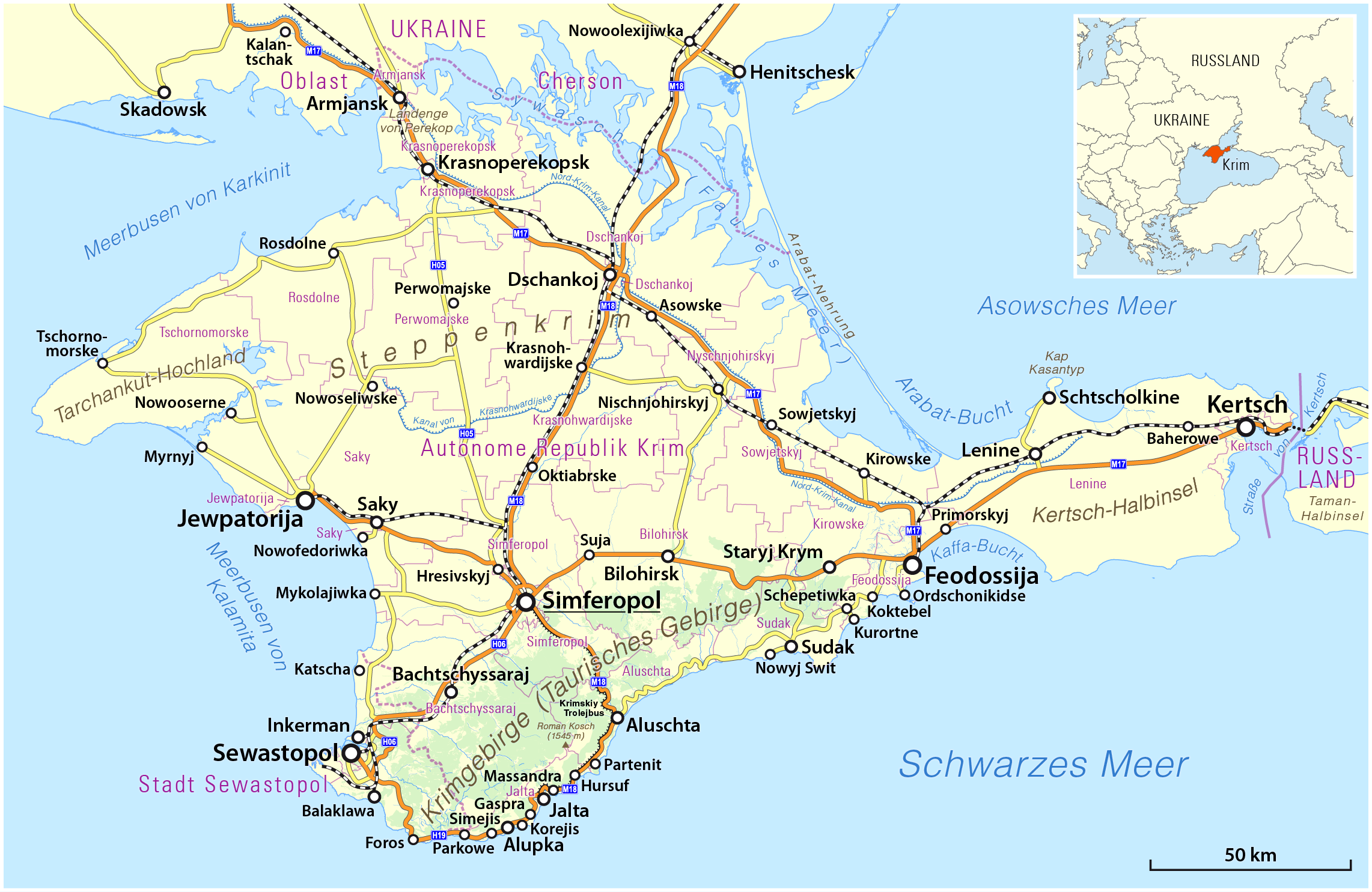

فون مانشتاین تا این لحظه پس از گذشت دوازده روز نبرد سخت، از لشکرهای دیگر خود استفاده نکرده بود تا با قوای تازه‌نفس از این فرصت بهره لازم را ببرد. او پس از شکستن آخرین خط دفاعی دشمن در باریکه، به تمامی سه سپاه خود دستور به تهاجم داد. سپاه ۴۲ ورماخت در جناح چپ می‌بایست با سه لشکر به سمت شرق شبه‌جزیره کرچ می‌رفت، سپاه ۳۰ ورماخت در مرکز خط مقدم با دو لشکر مستقیماً راه جنوب را پیش می‌گرفت و سپاه ۵۴ ورماخت در جناح راست نیز با دو لشکر در جانب سواستوپول یورش می‌برد. با توجه به این که فون مانشتاین در این زمان هیچ لشکر زرهی یا موتوریزه‌ای در اختیار نداشت، ارتش یازدهم ورماخت به توصیه سرهنگ تئودور بوسه، افسر عملیات‌های آن، یک گروه رزمی پر سرعت متشکل از ادوات موتوریزه یگان‌های پیاده‌نظام خود تحت فرماندهی سرهنگ هاینتس سیگلر تشکیل داد تا پیشاپیش مابقی نیروها، دشمن را تعقیب کند. با توجه به شرایط جغرافیایی و نبود هیچ مانع طبیعی در پهنه استپ‌های مسطح منطقه، ارتش سرخ هیچ موضع دفاعی آماده‌ای در جنوب باریکه پرکوب نداشت و حتی نمی‌توانست پشت سر خود را پوشش دهد تا عقب‌نشینی نیروهای آن به یک گریز آشفته بدل شود. حملات هوایی سپاه ۴ هوایی لوفت‌وافه هم در جلوگیری از برقراری یک مقاومت سازمان‌یافته توسط نیروها شوروی مؤثر بود. حرکت نیروهای آلمانی به اندازه‌ای سریع صورت گرفت که نظام فرماندهی و هدایت ارتش سرخ در کریمه فرو پاشید. بارندگی و گل‌آلود شدن راه‌ها مشکل بیشتری نسبت به نیروهای دشمن برای آلمانی‌ها ایجاد می‌کرد. شوروی روز ۲۹ اکتبر اعلام وضعیت محاصره در نقاطی از شبه‌جزیره که همچنان تحت سلطه آن بود، کرد. روز ۱ نوامبر سیمفروپول در مرکز شبه‌جزیره توسط تنها یک گردان ضدتانک موتوریزه ورماخت تسخیر شد و یفپاتوریا در ساحل غربی را گردان دیگری تصرف کرد. روز ۳ نوامبر لشکر صدوهفتادم پیاده‌نظام ورماخت شهر و بندر کلیدی فئودوسیا در جنوب شرقی شبه‌جزیره را نیز به سلطه آلمانی‌ها درآورد. تا روز ۸ نوامبر مدافعان به دو قسمت تقسیم و ارتش ساحلی شوروی به سمت سواستوپول در جنوب و ارتش پنجاه‌ویکم شوروی به سمت کرچ در شرق پس زده شدند. ارتش پنجاه‌ویکم شوروی قادر به نشان دادن مقاومت مؤثر نشد. کوزنتسوف، فرمانده این ارتش سعی کرد نیروهای خود را به بندر کرچ برساند. با تصرف این بندر در روز ۱۵ نوامبر توسط سپاه ۴۲ ورماخت، با وجود گریز بخشی از نیروهای ارتش سرخ، راه مابقی شد که به اسارت تعدادی زیادی از آن‌ها انجامید. تنها ستاد ارتش پنجاه‌ویکم شوروی و تعداد اندکی از نیروهای آن توانستند، با پشت سر گذاشتن تقریباً تمامی تسلیحات سنگین، تانک‌ها و خودروهای خود، از طریق تنگه کرچ به کوبان بگریزند.
بدین ترتیب فون مانشتاین تمامی شبه‌جزیره کریمه، جز شهر مستحکم سواستوپول، را تسخیر کرد. شوروی در جریان نبردهای باریکه پرکوپ و ناحیه ایشون و عقب‌نشینی متعاقب آن دو ارتش میدانی متشکل از دوازده لشکر خود را از دست داد. آلمانی‌ها در این مدت بیش از ۱۰۰ هزار نفر را به اسارت گرفتند و ۷۰۰ توپ و ۱۶۰ تانک منهدم‌شده یا به غنیمت درآمد.
در این حال گروه‌های پارتیزانی متشکل از سربازان یگان‌های متفرق ارتش سرخ، همچنان از مخفیگاه‌های خود در کوه‌های یایلا به مبارزه ادامه می‌دادند. سپاه کوهستان رومانی مسئولیت مراقبت از این ناحیه را بر عهده داشت.

## آغاز محاصره سواستوپول
فون مانشتاین قرارگاه ارتش یازدهم ورماخت را به مدرسه تازه‌ساخت روستای سارابوز در شمال سیمفروپول منتقل کرد. طرح اولیه او به دنبال تسخیر سریع شهر مستحکم سواستوپول توسط سپاه ۵۴ ورماخت بود اما بارندگی و گل‌آلود شدن راه‌ها امکان رسیدن به سرعت لازم جهت چنین کاری را به نیروهای این سپاه نداد. پیشروی سپاه ۵۴ ورماخت روز ۸ نوامبر در فاصله حدود ۱۰ کیلومتری شرق و شمال سواستوپول متوقف شد. سپاه ۳۰ ورماخت با نزدیک شدن از جانب شرقی و پس از زدن عناصر ارتش سرخ از ناحیه بالاکلاوا، حلقه محاصره حول سواستوپول را تنگ‌تر کرد. مدافعان ارتش سرخ درون شهر شامل سه لشکر و بقایای چهار لشکر دیگر می‌شد.
با بدل شدن این شهر به نقطه تمرکز کارزار، هر دو طرف شروع به تقویت نیروهای خود در آن کردند. شوروی علاوه بر نیروهایی که از اودسا به سواستوپول آورده بود، یگان‌هایی را نیز از قفقاز به آن منتقل نمود. در هنگام تکمیل محاصره سواستوپول، حدود ۵۲ هزار نفر از نیروهای ارتش سرخ با ۱۷۰ توپ درون آن قرار داشتند. ارتش مستقل ساحلی شوروی خط دفاعی استواری حول سواستوپول ایجاد کرد که شامل سه حلقه هم‌مرکز استحکامات می‌شد. علاوه بر این، در قالب شرایط سخت جغرافیایی مخصوصاً در قسمت‌های شرقی و جنوبی، مواضع دفاعی در غارها، صخره‌ها و تپه‌های سنگی برقرار گردید.

## تهاجم نخست به سواستوپول
شوروی در دوره میان‌دوجنگ سواستوپول را برای مقابله با یک تهاجم از دریا آماده کرده بود. به هر صورت از اواخر سال ۱۹۴۰ و مخصوصاً در حین محاصزه اودسا آماده‌سازی‌هایی نیز در مقابل تهاجم زمینی صورت گرفت. شوروی سه حلقه دفاعی به ترتیب با فاصله ۲ تا ۳ کیلومتر، ۵ تا ۸ کیلومتر و ۱۵ کیلومتر از بندرگاه، حول سواستوپول ایجاد کرد. بیش از سه هزار پناهگاه با حدود ۱۴۰ هزار مین، خندق‌های ضدتانک و سنگرها احداث شدند. حضور ۱۰۰ هواگرد نیروی هوایی و شناورهای ناوگان دریای سیاه شوروی دفاع از این شهر مستحکم را به یک عملیات مشترک بدل می‌ساخت. هدایت تمامی این نیروها ابتدا بر عهده سرلشکر ایوان پتروف، فرمانده حوزه دفاعی سواستوپول، بود تا این که روز ۱۰ نوامبر این مسئولیت به دریاسالار فیلیپ اکتیابرسکی، فرمانده ناوگان دریای سیاه شوروی واگذار شد. مدافعان از طریق دریای سرخ تدارکات و نیروی کمکی دریافت می‌نمودند. به جهت شرایط زمستانی و تقلیل توان رزمی لوفت‌وافه آلمانی‌ها نمی‌توانستند این مسیر تدارکاتی را قطع کنند.

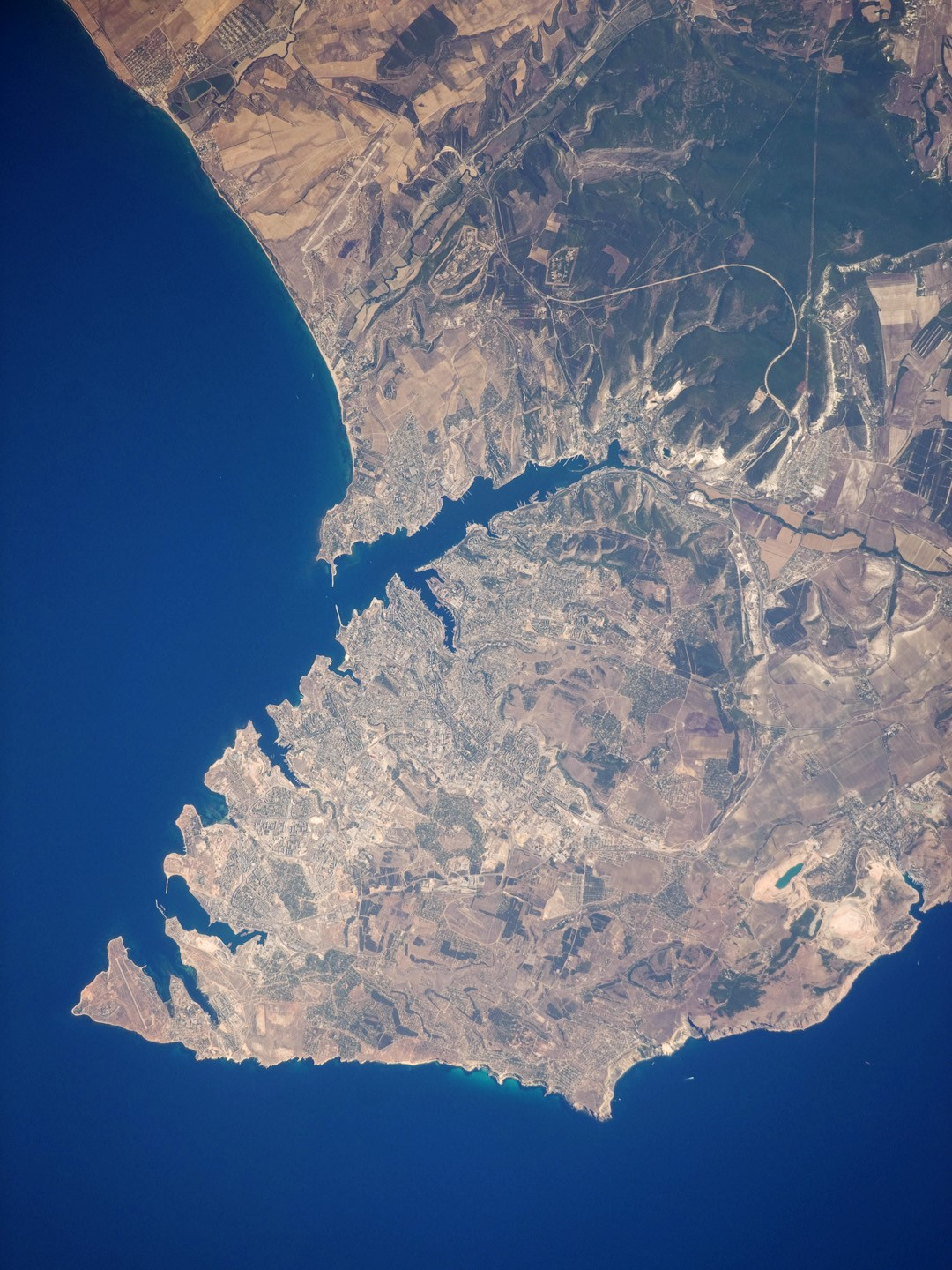
تصویر ماهواره‌ای از ناحیه سواستوپول، خلیج سرورنایا در قسمت غربی و مرکزی

پس از بررسی تمامی جوانب فون مانشتاین تصمیم به قرار دادن تهاجم اصلی توسط سپاه ۵۴ ورماخت با چهار لشکر پیاده‌نظام و بیشتر پشتیبانی توپخانه بر قسمت شمالی با شرایط جغرافیایی مطلوب‌تر گرفت. سپاه ۳۰ ورماخت نیز با دو لشکر پیاده‌نظام یک حمله ثانویه برای درگیر نگاه داشتن نیروهای دشمن در قسمت جنوبی بخش شرقی به انجام می‌رساند. با توجه زمان مورد نیاز برای انتقال نیرو از ناحیه کرچ و استقرار توپخانه در نقاط مورد نظر، آغاز تهاجم برای روز ۲۷ نوامبر طرح‌ریزی شد. به صورت شرایط میدانی این اجازه را نداد. با آغاز فصل زمستان و بارش برف قرار گرفتن توپخانه ارتش یازدهم ورماخت در موقعیت برای بمباران اولیه شهر تا میانه ماه دسامبر به طول انجامید. این شرایط همچنین انتقال تدارکات را با مشکل مواجه می‌ساخت و با بیمار کردن نیروها به آن‌ها تلفات وارد می‌آورد. در این هنگام با توجه به حساس بودن شرایط در سایر نقاط خط مقدم در جبهه شرقی و در اولویت نبودن کریمه برای فرماندهی عالی آلمان، لشکر هفتادوسوم پیاده‌نظام ارتش یازدهم ورماخت که در جایگاه ذخیره تهاجم به سواستوپول قرار داشت، از این ارتش جدا شد تا به ناحیه رود میوس در ناحیه گروه زرهی ۱ منتقل شود. پشتیبانی هوایی ارتش یازدهم ورماخت هم برای مشارکت در نبرد مسکو کریمه را ترک کرد. این مسئله برتری هوایی را به شوروی بازگرداند. فرماندهی عالی آلمان حتی قصد گرفتن لشکر صدوهفتادم پیاده‌نظام ورماخت را نیز داشت که با اصرار فون مانشتاین از آن گذر شد.
مهندسان و نیروهای ساخت‌وساز آلمان در این مدت تعمیر و تغییر عرض خطوط آهن تا سواستوپول را تکمیل نمودند. این مسئله انتقال سریع تدارکات به خط مقدم را برای ورماخت ممکن ساخت. ارتش یازدهم ورماخت گلوله‌باران مواضع دشمن و تأسیسات بندری سواستوپول را از روز ۱۳ دسامبر آغاز کرد. تهاجم زمینی به جهت درگیر بودن تمامی بمب‌افکن‌های شیرجه‌ای سپاه ۸ هوایی لوفت‌وافه در بخش دیگری از خط مقدم، چند بار به تأخیر افتاد. فون مانشتاین با نگرانی از رسیدن نیروی کمکی بیشتر به دشمن، در نهایت تصمیم به آغاز تهاجم به سواستوپول از روز ۱۷ دسامبر بدون پشتیبانی بمب‌افکن‌های شیرجه‌ای گرفت؛ چرا که وضعیت آب‌وهوایی به هر صورت این امکان را به لوفت‌وافه نمی‌داد. سپاه ۵۴ ورماخت از جانب شمالی و سپاه ۳۰ ورماخت از جانب شرقی به سمت شهر یورش بردند. تهاجم آلمانی‌ها که تقریباً بدون نیروی ذخیره و به صورت رو در رو انجام می‌گرفت، به خوبی پیش نرفت. ناهمواری‌های ارضی کار پیشروی را برای آن‌ها دشوارتر می‌ساخت. در این حال تنها لشکر بیست و دوم پیاده‌نظام سپاه ۵۴ ورماخت که درگیر نبردهای پیشین نشده بود، با میزان کامل توان خود در شرایط مناسبی برای عملیات به سر می‌برد. این لشکر در عرض چند روز توانست از دو لایه نخست استحکامات دشمن بگذرد. عناصر پیشتاز لشکر بیست و دوم پیاده‌نظام ورماخت تا روز ۲۰ دسامبر فاصله کمی با ساحل شمالی خلیج سرورنایا داشتند. ارتفاعات این ناحیه دارای حساسیت ویژه‌ای قلمداد می‌شد و آلمانی‌ها می‌توانستند از آن شهر را مستقیماً زیر آتش توپخانه بگیرند. روز بعد لشکر آلمانی رخنه در مواضع لشکر چهلم سواره‌نظام شوروی در آخرین لایه دفاعی را آغاز کرد و خود را به تنها ۱ کیلومتری ساحل رساند. دقیقاً همین زمان نیروی کمکی ارتش سرخ در قابل تیپ مستقل ۷۹ تفنگ‌دار دریایی از راه رسید و اجازه پیشروی بیشتر به لشکر بیست و دوم پیاده‌نظام ورماخت که به انتهای توان خود رسیده بود، نداد. در روزهای آتی لشکر ۳۴۵ تفنگ‌دار شوروی نیز از تواپسه در قفقاز به این نقطه منتقل شد.

## تهاجم ارتش سرخ به شبه‌جزیره کرچ
در این حال ارتش یازدهم ورماخت برای محافظت از خط ساحلی طولانی شبه‌جزیره در مقابل پیاده‌سازی نیرو توسط شوروی، یگان‌هایی را در طول آن مستقر کرده بود که امکان به‌کارگیری آن‌ها در تهاجم به سواستوپول را نمی‌داد. بدین منظور، سپاه ۴۲ ورماخت با سه لشکر پیاده‌نظام آلمانی و یک تیپ ۸ سواره‌نظام رومانی از کرچ تا فئودوسیا قرار داشت و سپاه کوهستان رومانی مسئول قسمت فئودوسیا تا آلوشتا بود. به هر صورت تمرکز اصلی فون مانشتاین بر سواستوپول بود و نیروهای دفاع ساحلی ورماخت حداقلی به حساب می‌آمدند.
در قالب ضدحمله کلی ارتش سرخ در تمامی طول خط مقدم که اوایل ماه دسامبر از ناحیه مسکو شروع شده بود، استاوکا روز ۷ دسامبر به جبهه فرا قفقاز شوروی دستور داد در عرض دو هفته یک تهاجم آبی-خاکی به شبه‌جزیره کرچ آماده‌سازی و اجرای کند. هدف از این عملیات پیاده‌سازی همزمان ارتش‌های پنجاه و یکم و چهل و چهارم شوروی در نزدیکی شهر کرچ و بندر فئودوسیا جهت محاصره و انهدام ارتش یازدهم ورماخت و متعاقباً بازپس‌گیری تمامی شبه‌جزیره کریمه بود. عملیات پیاده‌سازی تحت هدایت دریاسالار اوکتیابرسکی، فرمانده ناوگان دریای سرخ شوروی صورت می‌گرفت. شرایط آب‌وهوایی گردآوری نیروهای زمینی و هوایی شوروی در شبه‌جزیره تامان را کُند و استفاده از شناورهای دریایی کوچک‌تر را برای آن‌ها محدود کرد. در ابتدا آغاز عملیات برای روز ۲۱ دسامبر برنامه‌ریزی شده بود اما با تهاجم آلمانی‌ها به سواستوپول از روز ۱۷ دسامبر و اعزام نیروی کمکی از جانب جبهه فرا قفقاز به آن، یک هفته به تأخیر افتاد. بیشتر این نیروها از قوای مربوط به پیاده‌سازی در فئودوسیا بودند؛ از این رو قرار شد این قسمت از عملیات چند روز دیرتر از قسمت شبه‌جزیره کرچ صورت گیرد.
هنگامی که تلاش ارتش یازدهم ورماخت برای ورود به سواستوپول هنوز به مقصود نهایی خود نرسیده نبود، ارتش سرخ با نیروهای ارتش پنجاه و یکم خود روز ۲۶ دسامبر مجموعه‌ای از حملات آبی-خاکی را علیه نقاط مختلفی از شبه‌جزیره کرچ به انجام رساند و در دو طرف شهر کرچ پیاده شد. دو روز بعد ارتش چهل و چهارم شوروی عملیات پیاده‌سازی دیگری این بار علیه فئودوسیا صورت داد و تا ۲۹ دسامبر حدود ۴۱ هزار نفر و ۲۴۰ توپ را وارد آن کرد. به جهت کمبود نیرو و شرایط نامساعد آب‌وهوایی، آماده‌سازی و صورت گرفتن هیچ‌یک از این دو تهاجم از پیش مورد شناسایی هوایی و دریایی آلمانی‌ها قرار نگرفته بود. شرایط آب‌وهوایی نامطلوب از دخالت مؤثر بمب‌افکن‌ها و اشتوکاهای لوفت‌وافه جلوگیری کرد. در این زمان تنها یک گردان مهندسی، دو گروهان ساخت‌وساز، یک آتشبار توپخانه و یک گروهان ضدتانک آلمانی در فئودوسیا مستقر بود. این نیروها نتوانستند جلوی سقوط شهر به دست نیروهای ارتش سرخ را بگیرند و به سمت غرب عقب نشستند. نیروهای رومانیایی در قالب تیپ ۴ سواره‌نظام مقاومت ضعیفی در مقابل ورود نیروهای دشمن به ناحیه فئودوسیا نشان دادند. به هر صورت با ارتقای وضعیت آب‌وهوایی هواگردهای آلمانی روزهای ۳۰ و ۳۱ دسامبر توانستند در این موضع دو کشتی ترابری دشمن را غرق کنند و به دو کشتی دیگر آسیب بزنند. این که در این مرحله خطوط ارتباطی ارتش یازدهم ورماخت قطع نشد به جهت احتیاط زیاد فرماندهان محلی شوروی بود؛ چرا که نیروهای شوروی قصد داشتند پیش از آن که رو به غرب بروند ابتدا دو سر پل خود را به یکدیگر متصل و شهر کرچ را تصرف کنند.
به هر صورت با توجه به بی‌تجربگی ارتش سرخ در این رابطه و فقدان آمادگی لازم، عملیات پیاده‌سازی در شبه‌جزیره کرچ در شرایط سخت زمستانی با دمایی تا منفی ۲۰ درجه زیر صفر، به صورت آشفته‌ای پیش رفت. مدافعان محلی آلمانی قادر به از بین بردن شش رخنه ساحلی از مجموع ده مورد شدند. با این وجود ارتش سرخ توانست با نیروی زیادی جای پایی در کریمه باز و شبه‌جزیره کرچ را تسخیر کند. سپاه ۴۲ ورماخت به فرماندهی سپهبد هانس فون اشپونک، به عنوان مدافع شبه‌جزیره کرچ در این زمان تنها یک لشکر چهل و ششم پیاده‌نظام را در آن داشت. با توجه به عدم کفایت این مقدار نیرو، فرماندهی گروه ارتش تصمیم به بازگرداندن یکی از هنگ‌های لشکر هفتاد و سوم پیاده‌نظام با یک گردان توپخانه سبک به ارتش یازدهم ورماخت گرفت. همچنین مقرر شد در صورت تخلیه شبه‌جزیره کرچ تمامی تأسیسات بندری آن منهدم شود. با وجود تمایل فون اشپونک بر حفظ موضع خود و حصول برخی موفقیت‌ها در این زمینه، حضور نیروهای ارتش چهل و چهارم شوروی در پشت سر آن در فئودوسیا، باعث نگرانی شدید بود. فون اشپونک از فون مانشتاین درخواست مجوز تخلیه موضع در خطر خود کرد که با آن مخالفت مواجه شد. فون اشپونک دو بار دیگر این درخواست را تکرار اما پاسخ مشابهی دریافت کرد. در نهایت، برخلاف خواسته فرماندهی ارتش یازدهم ورماخت، فون اشپونک به ابتکار خود دستور به عقب‌نشینی سپاه ۴۲ ورماخت به پارپاچ در قسمت کم‌عرض شبه‌جزیره کرچ در دهانه غربی آن داد. لشکر چهل و ششم پیاده‌نظام ورماخت می‌بایست به سمت غرب می‌رفت تا به سر پل دشمن در فئودوسیا حمله و از به محاصره افتادن خود جلوگیری کند. در این حال به نظر می‌رسید لازم است یک لشکر ورماخت از جبهه سواستوپول به فئودوسیا منتقل شود. به هر صورت به این معنای توقف حمله به سواستوپول بود که با مخالفت فرماندهی فرماندهی عالی مواجه گشت. گروه ارتش نیز نمی‌توانست جز بخش‌هایی یک لشکر رومانیایی، نیروی بیشتری تأمین کند. به هر صورت ناوگان چهارم هوایی لوفت‌وافه موظف به هدف قرار دادن دشمن در کرچ و فئودوسیا شد.
تا این زمان از کارزار لشکر چهل و ششم پیاده‌نظام ورماخت ظرفیت تحرک‌پذیری خود را از دست داده بود و طبق گزارش یک هفته پیش آن تنها ۲۰ درصد خودروهای موتوری آن در حالت عملیاتی بودند. روز ۲۹ دسامبر این لشکر در حقیقت تنها ۲۵۰ خودرو از مجموع ۱۴۰۰ خودروی سازمانی خود، در اختیار داشت. بدین شکل عقب‌نشینی این لشکر مستلزم رها کردن تقریباً تمامی تسلیحات سنگین بود و در شرایط سخت زمستانی با راهپیمائی اجباری با دشواری زیادی صورت گرفت که به سرمازدگی هزاران نفر انجامید. بر اساس فرمان اولیه و پس از رسیدن به دهانه شبه‌جزیره کرچ، با چرخش به سمت جنوب غربی پیاده‌نظام فرسوده لشکر بدون پشتیبانی توپخانه روز ۳۱ دسامبر یک حمله بی‌حاصل به سمت فئودوسیا صورت داد و سپس مجدداً به سمت غرب رفت. به هر صورت لشکر چهل و ششم پیاده‌نظام ورماخت در نهایت توانست از مهلکه بگریزد و در همکاری با نیروهای رومانیایی و هنگ تازه‌دریافت‌شده ۲۱۳ پیاده‌نظام، یک خط دفاعی در غرب پارپاچ ایجاد کند. این خط نسبتاً طولانی که به صورت مورب از شمال شرقی به جنوب غربی کشیده شده بود، فئودوسیا را در دست ارتش سرخ باقی می‌گذاشت در پی این حوادث، فون اشپونک به جهت سر برتافتن از فرمان صریح مافوق از مقام خود عزل، محاکمه و راهی زندان شد. با توجه به این که لشکر چهل و ششم پیاده‌نظام ورماخت بدون برخورد جدی با نیروهای دشمن متحمل خسارات زیادی شد، فیلدمارشال والتر فون رایشناو، فرمانده گروه ارتش جنوب اعلام کرد: «این لشکر شرافت خود را از دست داده‌است. تا زمانی که شرافت خود را [در میدان رزم] بازنیابد هیچ ترفیع درجه و نشان افتخاری به این لشکر تعلق نخواهد گرفت.»

## ضد حمله اولیه فون مانشتاین به سمت کرچ
فرماندهی عالی آلمان همچنان برای حفظ و امنیت‌بخشی کریمه اهمیت زیادی قائل بود. تهاجم به سواستوپول روز ۳۱ دسامبر متوقف شد تا مسئله نیروهای دشمن در فئودوسیا حل شود. مشکل در حفظ خط دفاعی لشکر چهل و ششم پیاده‌نظام ورماخت، فون مانشتاین را مجاب به دست زدن به تهمید ویژه‌ای کرد. او به منظور رسیدن به خط بهتری تصمیم به اجرای ضد حمله با سپاه ۳۰ ورماخت گرفت. دو لشکر پیاده‌نظام سپاه ۳۰ ورماخت راهپیمایی اجباری مشابهی در شرایط سخت زمستانی از غرب شبه‌جزیره کریمه به شرق آن صورت دادند. نخستین یگان‌های آن‌ها روز ۴ ژانویه به سیمفروپول رسیدند. همان شب ارتش سرخ در یفپاتوریا در شمال سواستوپول نیرو پیاده کرد و همزمان پارتیزان‌ها شورشی در آن ایجاد کردند تا آلمانی‌ها صبح روز بعد وادار به بازگرداندن یکی از هنگ‌های پیاده‌نظام خود به این موضع شوند. زیر حملات هوایی شدید گروه‌های ۲ و ۳ جناح ۷۷ بمب‌افکن شیرجه‌ای لوفت‌وافه، پس از سه روز درگیری در این موقعیت پیروزی نصیب آلمانی‌ها و شهر مجدداً توسط آن‌ها تصرف گردید. تلاش ارتش سرخ برای پیاده کردن نیرو در سایر قسمت‌های خط ساحلی غربی و جنوبی شبه‌جزیره در برابر آتش ادوات دفاع ساحلی ورماخت به جایی نرسید و یک ناوشکن پشتیبان شوروی نیز در جریان آن غرق شد. در این حال اقدام مدافعان سواستوپول برای شکستن حلقه محاصره نیز ناموفق بود و آلمانی‌ها توانستند بیشتر مواضع خود را حفظ کنند. در جریان مجموعه این عملیات‌های پیاده‌سازی بین روزهای ۲۵ دسامبر تا ۲ ژانویه شوروی از مجموع ۸۲٬۵۰۰ نیرویی که به کار گرفت متحمل حدود ۳۲٬۵۰۰ نفر تلفات غیرقابل‌بازیابی و ۹٬۵۰۰ مجروح شد.
فون مانشتاین در ابتدا در نظر داشت ضد حمله به سمت فئودوسیا را از روز ۱۱ ژانویه آغاز کند. به هر صورت با افزایش ناگهانی دما در روزهای ۸ و ۹ ژانویه سطح منطقه گل‌آلود و امکان تحرک مناسب از آلمانی‌ها گرفته شد. در این حال نیروهای شوروی نیز تهاجمی از مواضع خود صورت ندادند و مشغول تحکیم مواضع خود بودند. با مشاهده انتقال مدام نیروی کمکی برای دشمن، فون مانشتاین گذر زمان را به نفع طرف مقابل می‌دید؛ بدین ترتیب با وجود برقراری وضعیت گل‌آلود ضد حمله را در نهایت از روز ۱۵ ژانویه با حداکثر نیروی در دسترس یعنی سه لشکر چهل و ششم، صد و سی و دوم و صدوهفتادم ورماخت، لشکر هجدهم رومانی و دو هنگ رومانیایی دیگر، با حملات هواگردهای اشتوکای لوفت‌وافه به استحکامات، آتش‌بارهای توپخانه و نقاط تجمع و تمرکز نیروهای شوروی، آغاز کرد. این تهاجم ارتش سرخ را که خود برای تهاجم به سمت غرب آماده می‌شد، در بدترین وضعیت غافلگیر کرد. قدرتمندترین مقاومت نیروهای شوروی در ولادیسلاوفکا در شمال فئودوسیا، برای باز نگاه داشتن مسیر عقب‌نشینی به شبه‌جزیره کرچ اتفاق افتاد. شرایط گل‌آلود برای دو روز حرکت آلمانی‌ها را کند کرد اما دو روز بعدی یخبندان به منطقه بازگشت و سرعت آن‌ها افزایش یافت. در این شرایط با توجه به فاصله زیاد پایگاه‌های نیروی هوایی شوروی در شبه‌جزیره تامان از محل درگیری و نتیجتاً حضور ضعیف جنگنده‌های آن، بمب‌افکن‌های آلمانی مشکل اندکی در آسمان داشتند. آلمانی‌ها دشمن را به شکل آشفته‌ای عقب راندند، فئودوسیا را روز ۱۸ ژانویه پس گرفتند و در خطی بسیار کوتاه‌تر در باریکه پارپاچ مستقر گشتند. در جریان این تهاجم، سرلشکر الکسی پرووشین، فرمانده ارتش چهل و چهارم شوروی در اثر حمله هواگردهای لوفت‌وافه به شدت زخمی شد. ضمن کشته شدن نزدیک به ۶۷۰۰ تن از قوای ارتش سرخ، آلمانی‌ها در این عملیات در ناحیه فئودوسیا حدود ۱۰۶۰۰ تن از نیروهای دشمن را به اسارت و ۲۷۰ قطعه توپ و ۸۵ تانک را به غنیمت گرفتند.
فون مانشتاین با به دست آوردن دست بالا قصد داشت تهاجم را ادامه دهد. گروه ارتش جنوب گردان ۶۰ زرهی با ۷۵ تانک را بدین منظور اختصاص داد. سازمان‌دهی مجدد پیاده‌نظام ورماخت برای ادامه عملیات شب ۲۳ ژانویه به پایان رسید ولی گردان زرهی مذکور هنوز در موقعیت مطلوب قرار نگرفته بود. مقرر گشت پیاده‌نظام شب ۲۵ ژانویه خط دشمن را بشکند تا گردان ۶۰ زرهی بلافاصله پس از رسیدن از طریق آن در اراضی تحت سلطه دشمن رخنه کند. به هر صورت، با آغاز تهاجم ارتش سرخ در ناحیه ایزیوم علیه گروه ارتش جنوب، سه گروه از هواگردهای ناوگان چهارم هوایی لوفت‌وافه منطقه را به مقصد ناحیه خارکوف ترک کردند. گروه ارتش جنوب با توجه به نیاز خود، گردان ۶۰ زرهی را نیز روز ۲۴ ژانویه مجدداً فراخواند. بدین ترتیب ارتش یازدهم با لغو طرح تهاجم، موضع تدافع زمستانه به خود گرفت.

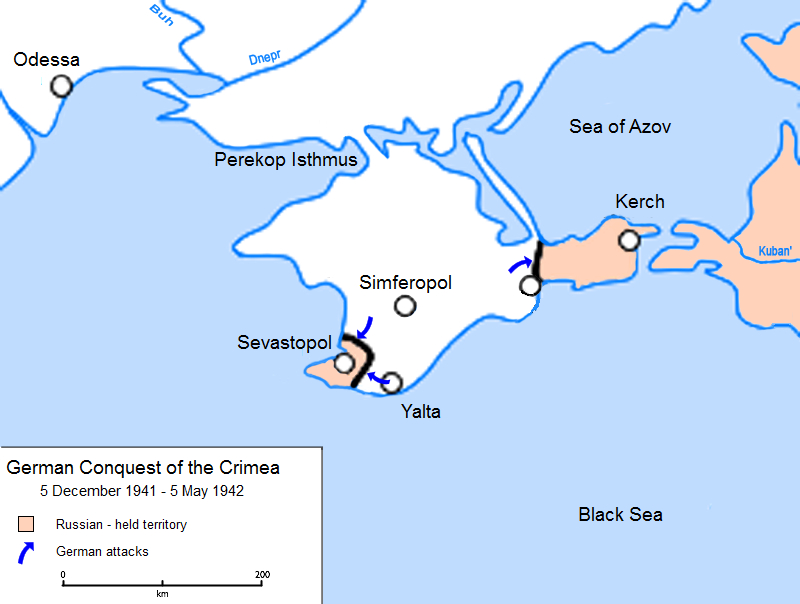
شرایط خط مقدم در مه ۱۹۴۲

در این زمان شرایط در شبه‌جزیره کریمه به بن‌بست کشیده شد. آلمانی‌ها همچنان بر بدنه اصلی این شبه‌جزیره و باریکه‌های پرکوب و پارپاچ مسلط بود اما ارتش سرخ دو نقطه راهبردی یعنی شهر سواستوپول و شبه‌جزیره کرچ را در اختیار داشت. در طی ماه ژانویه سال ۱۹۴۲ ارتش چهل و هفتم شوروی نیز قدم در شبه‌جزیره کرچ گذاشت. با وجود حفظ محاصره سواستوپول، حضور سه ارتش شوروی در شرق تهدید بزرگی برای ارتش یازدهم ورماخت به حساب می‌آمد.

## تهاجم ارتش سرخ از کرچ و ضد حمله مجدد فون مانشتاین
هر دو طرف در حال آماده‌سازی برای تهاجم بودند. با یخ زدن سطح تنگه کرچ و امکان تردد بر روی آن، شوروی جریان مستمری از نیروی کمکی و تسلیحات از جمله تیپ‌های تانک را از شبه‌جزیره تامان در شرق به شبه‌جزیره کرچ ارسال کرد. بمب‌افکن‌های لوفت‌وافه عموماً به جهت وضعیت بد آب‌وهوایی و شرایط ضعیف تدارکاتی، قادر به دخالت مؤثر نشدند. به دستور ژوزف استالین، رهبر شوروی روز ۲۸ ژانویه جبهه کریمه شوروی تحت فرمان سپهبد دمیتری کوزلوف متشکل سه ارتش حاضر در شبه‌جزیره کرچ تشکیل گردید. طرح کوزلوف عبور از باریکه پارپاچ به سمت کاراسوبازار و تهاجم عمیق به پشت سر ارتش یازدهم ورماخت که هنوز بر سواستوپول متمرکز بود، را پیش‌بینی می‌کرد. او می‌خواست در همین حین نیروهای آلمانی در حوالی فئودوسیا را به محاصره درآورد و منهدم کند. آماده‌سازی ارتش سرخ برای این تهاجم به دقت مورد رسد آلمانی‌ها قرار گرفت؛ به وجهی که حتی روز آغاز آن از پیش برای فون مانشتاین معلوم بود و تمهیدات مقابله‌ای مؤثری در برابر آن اجرا شد.
از روز ۱۸ فوریه نیروی هوایی جبهه کریمه شوروی شروع به حملات هوایی علیه پایگاه‌های هوایی لوفت‌وافه در کریمه کرد. تا پایان ماه فوریه تنها پایگاه هوایی ساکی، محل استقرار گروه ۱ جناح ۱۰۰ رزمی لوفت‌وافه، ۲۱ بار مورد هدف قرار گرفت. این حملات و اقدامات متقابل لوفت‌وافه در کل نتوانست آسیب چندانی متحمل طرف مقابل کند. کوزلوف در نهایت تهاجم بزرگ خود با تمامی سه ارتش جبهه کریمه شوروی به سمت غرب کریمه را از روز ۲۷ فوریه آغاز کرد. این تهاجم با دادن تلفات سنگین هیچ موفقیت عملیاتی خاصی حاصل نکرد و تنها عایدی آن برای ارتش سرخ ایجاد یک برآمدگی ۱۰ کیلومتری در قسمت شمالی خط مقدم بود. در ادامه دو تلاش دیگر نیروهای کوزلوف در طول ماه مارس و اوایل آوریل برای پیشروی نیز به جایی نرسید. نیروهای آلمانی، شامل سپاه ۴۲ ورماخت در جناح چپ (شمالی) و سپاه ۳۰ ورماخت در جناح راست (جنوبی)، با وجود ضعف از منظر عددی، مهارت خاصی در امر دفاع نشان دادند. رومانیایی‌ها هم در منتهی‌الیه جنوبی خط مقدم، با وجود عدم باور فون مانشتاین به آن‌ها، توانستند مواضع خود را حفظ کنند. لوفت‌وافه با نیروهایی بیشتر از ایام پیشین، این بار نقش ویژه‌ای در ناکام گذاشتن قصد دشمن داشت. تراکم بالای مهاجمان در فضایی بسیار محدود موجب افزایش تلفات آن‌ها در مقابل حملات هوایی می‌شد. تا روز ۱۵ آوریل نیروهای ارتش سرخ با تحمل بیش از ۴۰ درصد تلفات، وادار به عقب‌نشینی تا خط آغازین خود شدند. یکی از اندک فواید این حملات ارتش سرخ کاهش فشار آلمانی‌ها بر سواستوپول با انتقال نیرو به جبهه کرچ و فراهم آمدن فضای تنفس برای مدافعان در محاصره این شهر بود.
هیتلر روز ۲۳ مارس دستور به بازپس‌گرفتن شبه‌جزیره کرچ به عنوان نخستین عملیات مقدماتی در آماده‌سازی برای طرح تهاجم تابستانه سال ۱۹۴۲ موسوم به مورد آبی، داد. فرماندهی عالی نیروی زمینی آلمان پیش از این از ماه فوریه بیست و دوم زرهی و لشکر درحال‌تشکیل بیست و هشتم سبک را با چنین مقصودی برای ارتش یازدهم ورماخت اختصاص داده بود. این لشکرها از میانه ماه مارس در راه کریمه بودند. در طول زمستان پاکسازی کریمه اولویت نخست آلمان بود؛ چرا که انتظار می‌رفت شرایط آب‌وهوایی در آن زودتر از جاهای دیگر بهبود یابد و از طرفی موفقیت در این کار یک ارتش میدانی کامل را آزاد می‌کرد. به هر صورت نقطه تمرکز محل اختلاف بود. فون مانشتاین کرچ را ترجیع می‌داد اما فیلدمارشال فدر فون بک، فرمانده جدید گروه ارتش جنوب خواهان تهاجم به سواستوپول بود. هیتلر از ایده فون مانشتاین در حمله به جایی که دشمن در آن قدرتمندتر است پشتیبانی می‌کرد. فون مانشتاین قصد داشت از لشکر زرهی به تازگی‌دریافت‌شده و لشکرهای سپاه ۴۲ ورماخت برای اجرای یک ضد حمله استفاده کند. به هر صورت ضدحمله نخست از جانب آلمانی‌ها در روز ۲۰ مارس در شرایط فقدان پشتیبانی هوایی در اثر بدی آب‌وهوا و در مقابل تانک‌های سنگین‌تر شوروی در رسیدن به اهداف مورد نظر ناتوان بود و تلفات و خسارات سنگینی به لشکر بیست و دوم زرهی ورماخت که به تازگی با تانک‌های غنیمتی فرانسوی تشکیل شده بود و تجربه رزم نداشت، وارد کرد. این لشکر پیش از توقف عملیات در عرض چند ساعت ۳۲ تانک خود را از دست داد.

## ضد حمله نهایی فون مانشتاین به کرچ
اوایل ماه مه ارتش سرخ حدود ۲۶۰ هزار نفر نیرو، ۳۶۰۰ قطعه توپ و ۳۵۰ دستگاه تانک در شبه‌جزیره کرچ داشت. این مقدار نیرو در فضایی تنگ به طول و عرض تنها ۷۵ کیلومتر در ۱۸ کیلومتر گردآوری شده بودند. کار گذر از باریکه پارپاچ با توجه به برتری عددی دو به یک شوروی و همچنین استحکامات دفاعی چندلایه و عمیق آن، برای فون مانشتاین بسیار دشوار به نظر می‌رسید. با توجه به این شرایط و میل شدید فرماندهی عالی آلمان به پاکسازی کامل کریمه از حضور نیروهای دشمن، جهت تقویت عملیات ارتش یازدهم ورماخت، هیتلر شخصاً دستور به اختصاص یافتن تمامی ناوگان چهارم هوایی لوفت‌وافه به کریمه داد. درحالی یک ناوگان هوایی کامل به ارتش فون مانشتاین تعلق می‌گرفت که معمولاً از این مقدار نیروی هوایی برای پشتیبانی از یک گروه ارتش کامل استفاده می‌شد. به هر صورت این مسئله گروه ارتش جنوب ورماخت را بدون هیچ گونه پشتیبانی هوایی رها می‌کرد. علاوه بر ناوگان چهارم هوایی، با وجود اعتراض فرماندهی عالی لوفت‌وافه، سپاه ۸ هوایی نیز به منظور پشتیبانی از تهاجم به کرچ به کریمه منتقل شد.

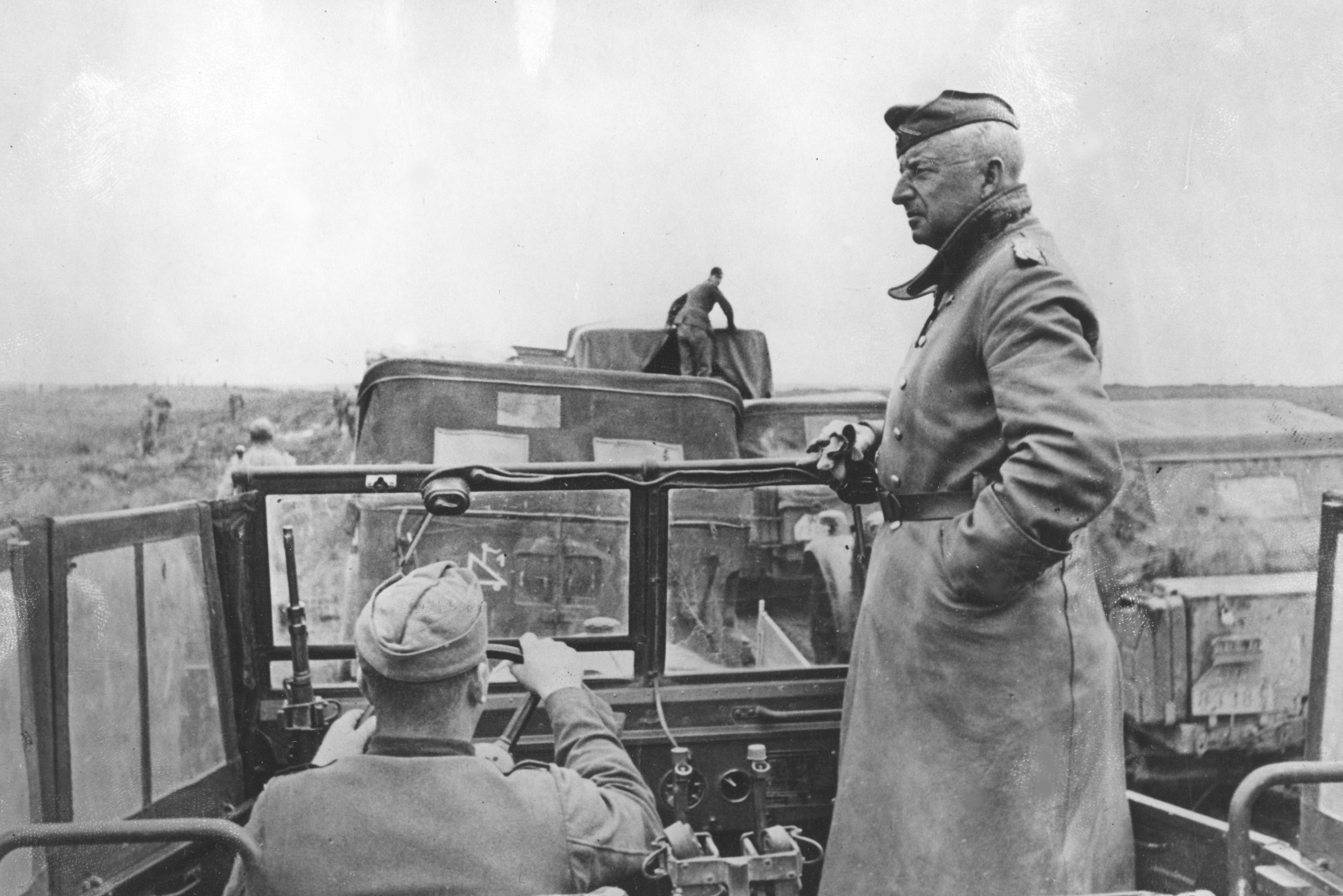
حضور فون مانشتاین در ناحیه کرچ، مه ۱۹۴۲

در همین حال برآمدگی به وجود آمده در قسمت شمالی خط مقدم در اثر حملات اخیر ارتش سرخ گونه‌ای از مزیت عملیاتی برای آلمانی‌ها فراهم آورده بود. شناسایی هوایی ورماخت این مسئله را نشان می‌داد که کوزلوف برای دفاع از این ناحیه برآمدگی که به سختی بدان دست یافته بود، بسیاری از نیروهای خود را در آن متمرکز کرده‌است و در قسمت جنوبی خط مقدم نیروهای نسبتاً ضعیف‌تری از ارتش سرخ مستقر هستند. در طرحی که بدین منظور ارائه گشت نیروهای فون مانشتاین به دنبال تهاجم از قسمت جنوبی بودند تا پش از شکستن خط مقدم دشمن در این قسمت، با چهار تا پنج کیلومتر پیشروی، با چرخش به سمت شمال بخش زیادی نیروهای دشمن را به محاصره درآورند. بر این اساس سپاه ۴۲ ورماخت متشکل از یک لشکر آلمانی چهل و ششم پیاده‌نظام در کنار سه لشکر رومانیایی، در قسمت شمالی قرار می‌گرفت. این نیرو با صورت دادن عیان تحرک، فرستادن پیام‌های رادیویی دروغین و موضع‌گیری جعلی توپخانه، می‌بایست دشمن را به تصور اشتباه قرار داشتن تمرکز تهاجم ورماخت بر شمال می‌انداخت. در همین حال تهاجم اصلی در قسمت جنوبی توسط سپاه ۳۰ ورماخت با سه لشکر پیاده‌نظام، یک لشکر سبک و یک لشکر به‌شدت بهبود یافته بیست و دوم زرهی ورماخت، انجام می‌گرفت. بدین منظور پیاده‌نظام با تمرکز شدید آتش توپخانه و پشتیبانی هوایی راه را بر نیروهای زرهی باز می‌کرد. لشکر بیست و دوم زرهی پس از گذر از مانع خط دفاعی دشمن به سمت شمال می‌چرخید و خود را به ساحل دریا می‌رساند تا ارتش‌های پنجاه و یکم و چهل و هفتم شوروی را به محاصره بیندازد. مسافت مفروض به اندازه‌ای کوتاه بود که پیاده‌نظام می‌توانست با فاصله اندکی این لشکر زرهی را دنبال کند. طول زمانی این عملیات تنها دو روز در نظر گرفته می‌شد. گروهی از یگان‌های متحرک ارتش یازدهم ورماخت، موسوم به تیپ گرودک، نیز با حمله به جانب شرق می‌بایست از ایجاد یک خط دفاعی دیگر در آن سوی شبه‌جزیره کرچ توسط دشمن جلوگیری می‌نمودند. این تیپ متشکل از یک هنگ موتوریزه رومانیایی و دو گردان پیاده‌نظام کامیون سوار آلمانی، در حقیقت به اندازه یک هنگ تقویت‌شده بود و می‌بایست در عمل با نیرویی به اندازه یک ارتش میدانی شوروی مقابله می‌کرد. در این حال سه لشکر پیاده‌نظام ورماخت و دو لشکر رومانیایی می‌بایست محاصره سواستوپول را در مقابل هشت لشکر و سه تیپ شوروی حفظ می‌نمودند.
بنا بر ادعای واسیلویوسکی، شوروی از اصل قصد آلمانی‌ها برای تهاجم مطلع بود و استاوکا نیمه دوم ماه آوریل به کوزلوف دستور داد آماده‌سازی برای تهاجم را متوقف و یک دفاع مستحکم در عمق سازمان دهد. بر این مبنا حمله اصلی آلمانی‌ها بر جناح چپ در نظر گرفته می‌شد. با این حال کوزلوف تصور می‌کرد اقدام اصلی آلمانی‌ها در شمال (جناح راست) و علیه ارتش چهل و هفتم شوروی صورت خواهد گرفت و آماده‌سازی دفاع در عمق انجام نشد.

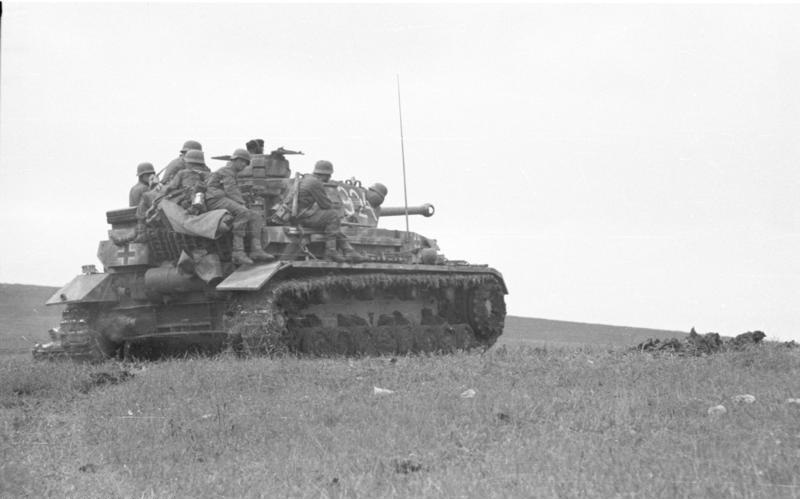
تانک پنزر ۴ ورماخت در کریمه، مه ۱۹۴۲

در ابتدا آغاز تهاجم برای روز ۵ مه برنامه‌ریزی شده بود؛ با این حال با توجه به آماده نبودن پشتیبانی هوایی به تأخیر افتاد. تهاجم ورماخت به باریکه پارپاچ، موسوم به عملیات تراپن‌یاگت (شکار هوبره)، در نهایت از روز ۸ مه آغاز شد. یک گردان پیاده‌نظام ورماخت سوار بر سی قایق تهاجمی پشت خط مقدم دشمن پیاده شد. در جریان پیاده‌سازی آتش توپخانه و تسلیحات سبک نیروهای شوروی ۱۱ فروند از قایق‌ها را غرق کرد اما تنها یک آلمانی جان خود را از دست داد. همزمان از ساعت ۳:۱۵ بامداد گلوله‌باران شدید توپخانه ورماخت مواضع ارتش سرخ را در سر تا سر خط مقدم زیر آتش گرفت. دقایقی بعد موج‌های متوالی حملات هوایی آلمانی‌ها نیز آغاز شد. برخلاف تصور کوزلوف، فون مانشتاین، طبق برنامه، با سپاه ۳۰ ورماخت ارتش چهل و چهارم شوروی در جنوب را هدف گرفت. در اثر آتش سنگین توپخانه و حملات هوایی در عرض تنها چند ساعت نظام فرماندهی و هدایت و ارتباطات جبهه کریمه شوروی که از همان ابتدا نیز شرایط مناسبی نداشت، به‌طور کامل فروپاشید. سپاه ۸ هوایی لوفت‌وافه بر آسمان سلطه مطلق داشت و خلبانان آن در عرض یک روز ۲۰۰۰ سورتی به انجام رساندند و ۸۰ هواگرد دشمن را سرنگون کردند. نخستین مانع در مقابل مهاجمان یک خندق بزرگ ضد تانک تقویت‌شده با پناهگاه‌های بتنی، بود. همزمان با رسیدن لشکر صد و سی و دوم پیاده‌نظام ورماخت به این خندق، گردان پیاده‌نظام ذکر شده با قایق‌های تهاجمی پشت آن پیاده شد و شروع به انهدام مواضع مدافعان کرد. لشکر صد و سی و دوم پیاده‌نظام ورماخت و دو لشکر پشت سر آن، به سرعت از خندق عبور نمودند. با توجه به آماده نبودن پل‌ها بر روی خندق برای تانک‌ها، ابتدا تیپ گرودک خود را به آن سوی آن رساند و راه اهداف شرقی خود را پیش گرفت. لشکر بیست و دوم زرهی ورماخت نیز در نهایت بعد از ظهر روز بعد قادر به گذر از خندق شد. تیپ گرودک با پشت سر گذاشتن دو خط دیگر عمده دفاعی ارتش سرخ، بر تأسیسات پسین دشمن غلبه کرد و راه را برای دیگر نیروهای ورماخت هموار ساخت. با از هم گسیخته شدن دفاع ارتش چهل و چهارم شوروی، نیروهای فون مانشتاین به سمت دریای آزوف رو به شمال آوردند. تجمع بیشتر نیروهای جبهه کریمه شوروی در نزدیکی خط مقدم انعطاف‌پذیری عملیاتی اندکی برای آن باقی گذاشته بود. استاوکا صبح روز ۱۰ مه به جبهه کریمه شوروی دستور داد ارتش‌های خود را تا نخستین خط دفاعی عقب بکشد و از آن دفاع کند. با این حال عقب‌نشینی سرلشکر کنستانتین کولگانوف، فرمانده ارتش چهل و هفتم شوروی که قادر به دریافت اطلاعات از شرایط بخش جنوبی خط مقدم نبود، بسیار دیر صورت گرفت. با وجود مشکلاتی چون بارندگی و گل‌آلود شدن راه‌ها که گاهی موجب توقف پیشروی همه نیروها می‌شد، لشکر بیست و دوم زرهی ورماخت پس از طی حدود ۱۰ کیلومتر در عرض دو روز خود را به ساحل دریا رساند. با وجود گریز آشفته ارتش‌های چهل و چهارم و پنجاه و یکم شوروی، بیشتر قوای ارتش چهل و هفتم شوروی بین نیروهای فون مانشتاین و دریای آزوف به محاصره افتادند. سپاه ۴۲ ورماخت با اتصال سپاه ۴ رومانی به آن، این منطقه تحت محاصره در شمال غربی شبه‌جزیره کرچ را منهدم کرد. قوای فون مانشتاین تا روز ۱۴ مه خود را به شهر کرچ رساندند تا کوزلوف چاره‌ای جز تخلیه از طریق تنگه کرچ نداشته باشد. این تخلیه زیر آسمان تحت سلطه لوفت‌وافه، تا روز ۲۰ مه به شکل فاجعه‌باری برای شوروی انجام گرفت. تنها حدود ۱۲۰ هزار نفر از نیروهای بی‌سازمان شوروی توانستند از این مهلکه به کوبان بگریزند.
بدین ترتیب، جبهه کریمه شوروی در عرض تنها دوازده روز تقریباً تمامی تجهیزات سنگین و ۱۷۵ هزار تن از نیروهای خود را، غالباً به صورت اسیر، از دست داد. سپهبد ولادیمیر لووف، فرمانده ارتش پنجاه و یکم شوروی، جزو کشته‌شدگان این درگیری‌ها بود. این درحالی بود که مجموع تلفات ورماخت برای این عملیات تنها ۷۵۸۸ تن اعلام شد. شهر کرچ روز ۱۶ مه به تصرف لشکر صدوهفتادم ورماخت درآمد؛ با این حال پاکسازی آن از عناصر دشمن دو روز دیگر به طول انجامید. گروه‌هایی از سربازان ارتش سرخ همچنان در غارهای ساحل شرقی شبه‌جزیره کرج متفرق بودند. کار پاکسازی این عناصر دشمن، در قالب عملیات ضدپارتیزانی در سرتاسر کریمه، برای یگان‌های امنیتی آلمانی و رومانیایی چند ماه دیگر طول کشید. بدین شکل عملیات در ناحیه کرچ به «نخستین نبرد انهدام بهار ۱۹۴۲» برای ورماخت بدل گشت. در پی این حوادث، فرمانده، رئیس ستاد و کمیسار جبهه کریمه شوروی و همچنین فرماندهان ارتش‌های چهل و چهارم و چهل و هفتم شوروی از مقام خود برکنار و خلع درجه شدند. شوروی جبهه کریمه را منحل و جبهه جدید شمال قفقاز را به فرماندهی مارشال سیمیون بودیونی تشکیل داد تا از شبه‌جزیره تامان و نواحی ساحلی مجاور آن در مقابل حمله احتمالی آلمانی‌ها از شبه‌جزیره کرچ دفاع کند.

## تهاجم نهایی ارتش یازدهم به سواستوپول

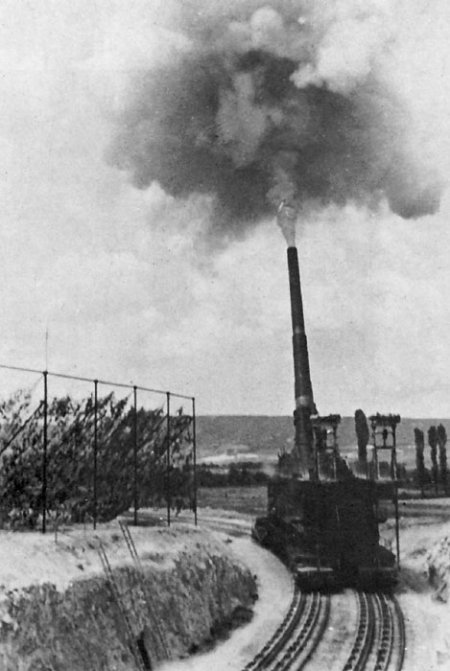
توپ فوق‌سنگین ۸۰۰ میلی‌متری دورا در حال شلیک

برنامه‌ریزی ورماخت جهت تهاجم مجدد به سواستوپول و انتقال توپخانه سنگین محاصره بدین منظور، همزمان با درگیری‌های ناحیه کرچ صورت گرفت. ارتش یازدهم ورماخت تقریباً بلافاصله با سرعت زیادی بیشتر نیروهای خود را مجدداً به ناحیه سواستوپول در غرب منتقل کرد و تنها سپاه ۴۲ ورماخت با یک لشکر و چند یگان رومانیایی برای دفاع از شبه‌جزیره کرچ و ساحل جنوبی در آن باقی گذاشته شد. لشکر بیست و دوم زرهی ورماخت برای عملیات در بدنه اصلی خاک شوروی از کریمه خارج شد؛ به هر صورت این یگان با توجه به شرایط جغرافیایی، مناسب عملیات در ناحیه سواستوپول نبود. بدین ترتیب با وجود به‌کارگیری تعداد زیادی توپ تهاجمی، هیچ تانکی از ورماخت در نبرد نهایی بر سر سواستوپول به استفاده نشد. ورماخت انواع مختلفی از قطعات توپخانه را بدین منظور به ناحیه اعزام کرد. این موارد شامل هویتزر‌های فوق سنگین ۳۰۵، ۳۵۰ و ۴۲۰ میلی‌متری و همچنین دو توپ ۶۰۰ میلی‌متری کارل و یک توپ ۸۰۰ میلی‌متری دورا می‌شد. دورا با شلیک گوله‌های هفت تنی قدرتمندترین قطعه توپخانه در جهان به حساب می‌آمد و برای کاربرد آن به ۴۱۲۰ خدمه نیاز بود. مجموعاً ۶۱۱ قبضه توپ در خط مقدمی به طول تنها ۳۴ کیلومتر متجمع شد. این با فاصله پرتراکم‌ترین قدرت آتشی بود که آلمانی‌ها تا بدین لحظه از جنگ در یک نقطه ایجاد می‌کردند. فرماندهی عالی ۳۰۶ توپخانه (Harko 306) تمامی این آتشبارهای توپخانه را هدایت می‌نمود. علاوه بر این گردان ۳۰۰ زرهی ورماخت مجهز به خودروهای تخریب گولیات در اختیار فون مانشتاین قرار گرفت. روز ۷ مارس مسئولیت دفاع ساحلی از ارتش یازدهم ورماخت به «افسر فرماندهی دریایی کریمه» منتقل شد. ناوگان دوم هوایی لوفت‌وافه هم با بیش از ۶۰۰ هواگرد تهاجمی کاملاً به کریمه بازگشت.
مدافعان نیز در این مدت بی‌کار ننشسته بودند و بر استحکامات خود می‌افزودند. با بهره‌گیری از شرایط دشوار جغرافیایی نقاط مستحکم، تَله‌های تانک و میدان‌های مین جدید حول ناحیه دفاعی شامل سه خط جداگانه ایجاد گردید. استحکامات دفاعی شوروی شامل ۱۹ قلعه و ۳۶۰۰ جان پناه توپ می‌شد. چند توپ سنگین دریایی با کالیبر ۱۵٫۲ تا ۳۰ سانتی‌متر در مواضع مستحکم دفاعی ثابت نصب گردید. تا این زمان قوای ارتش سرخ درون محاصره به هفت لشکر دوم، بیست و پنجم، نود و پنجم، ۱۷۲ام، ۳۴۵ام، ۳۸۶ام و ۳۸۸ام تفنگ‌دار، لشکر چهلم سواره‌نظام و سه تیپ ۷، ۸ و ۷۹ تفنگ‌دار دریایی مجموعاً با حدود ۱۰۶ هزار نفر و ۶۰۰ توپ و خمپاره‌انداز صحرایی رسیده بود. علاوه بر این مدافعان ۳۸ تانک و ۵۳ هواگرد سبک عملیاتی در اختیار داشتند. از طرفی ناوگان دریای سیاه شوروی نیز با انتقال تدارکات و تأمین آتش پشتیبانی و حتی ارسال تفنگ‌داران دریایی خود نقش فعالی در امر دفاع ایفا می‌کرد. به هر صورت با حمله آلمانی‌ها به شناورهای سطحی تدارکات‌رسان، شوروی وادار به اتکا به زیردریایی‌های خود بدین منظور شد.

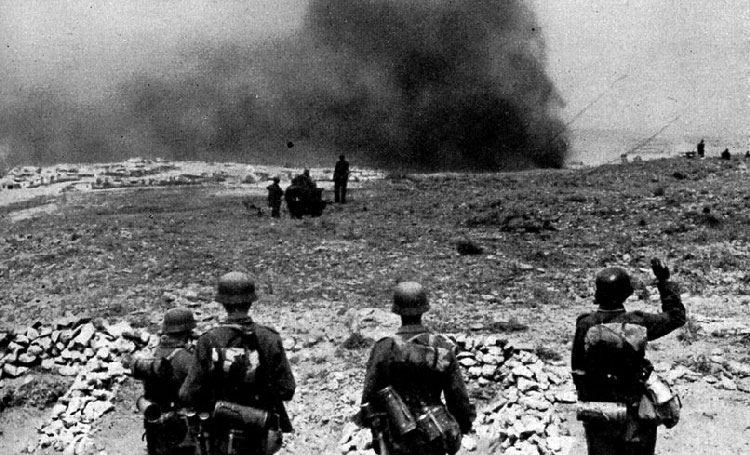
نیروهای ورماخت در حال تهاجم نهایی به سواستوپول، ژوئن ۱۹۴۲

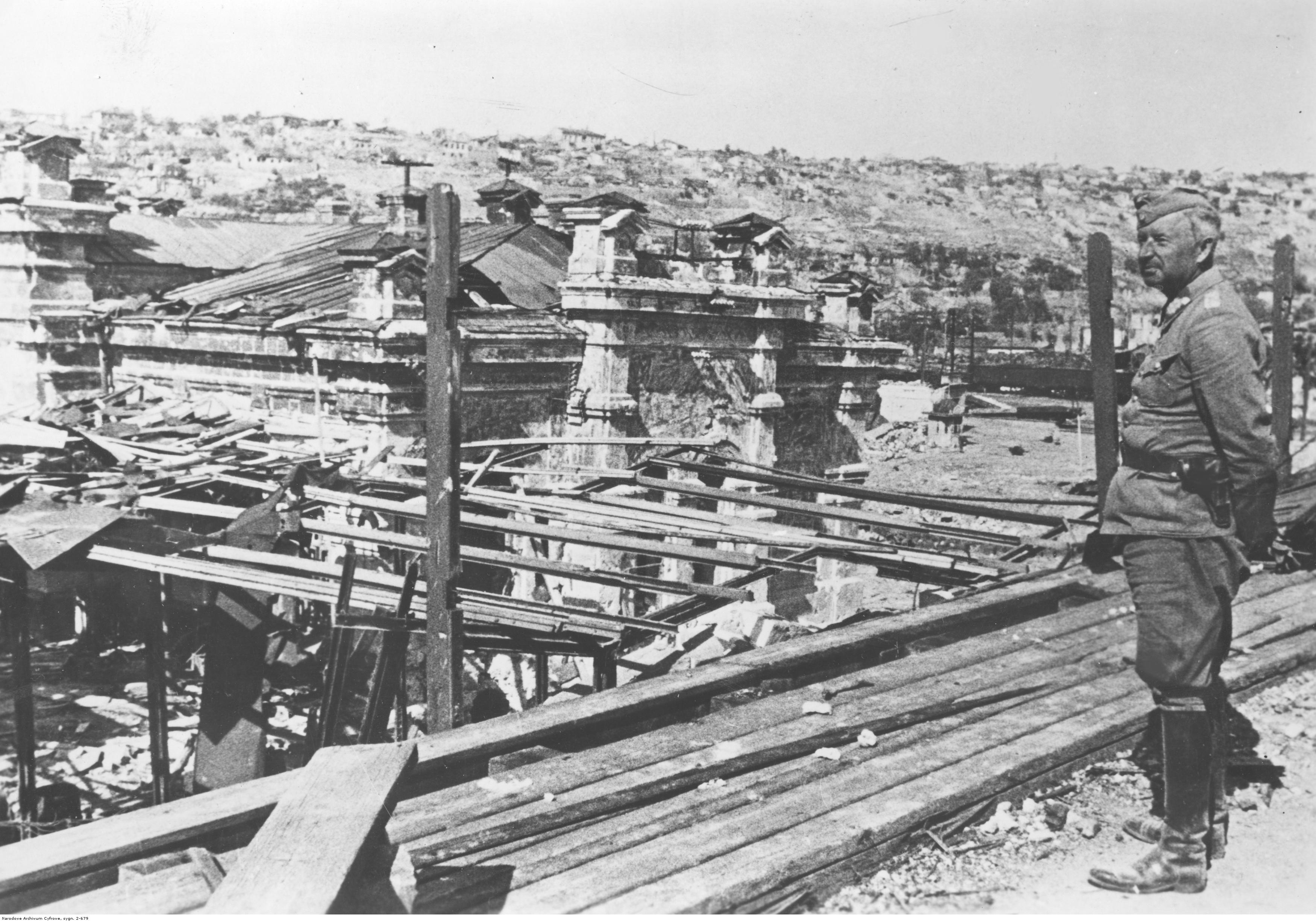
فون مانشتاین در خرابه‌های سواستوپول، ژوئیه ۱۹۴۲

بمباران شدید توپخانه و هوایی مواضع مدافعان توسط ورماخت از روز ۲ ژوئن آغاز شد. فون ریشتوفن، فرمانده سپاه ۸ هوایی لوفت‌وافه، شدت آتشی که بر سر سواستوپول ریخته می‌شد را به «دریای شعله‌ها» تشبیه کرده‌است. این گلوله‌باران بسیاری از مواضع دفاعی شوروی از جمله مستحکم‌ترین و بزرگ‌ترین آن‌ها را تخریب کرد و اثر منفی قابل‌توجهی بر روحیه مدافعان گذاشت. لوفت‌وافه که برتری هوایی مطلق در ناحیه عملیاتی کریمه را در دست داشت، با صورت دادن روزانه ۱۰۰۰ تا ۲۰۰۰ سورتی، ۲۲۶۴ تن ماده انفجاری و ۲۳۸۰۰ بمب آتش‌زا بر سر ناحیه سواستوپول ریخت.
تهاجم اصلی از روز ۷ ژوئن توسط سپاه ۵۴ ورماخت در قسمت شمالی به سمت خلیج سورنایا صورت گرفت. سپاه ۳۰ ورماخت حمله ثانویه‌ای در جنوب شرقی ترتیب داد. بین این دو، سپاه کوهستان رومانی عملیات درگیر نگاه داشتن دشمن در قسمت مرکزی و محافظت از جناح درونی دو سپاه ورماخت را به انجام رساند. سپاه ۵۴ ورماخت در مقابل مقاومت سخت نیروهای دشمن، پیش رفت. عناصر جلودار این سپاه در لشکر بیست و دوم پیاده‌نظام ورماخت تا روز ۱۳ ژوئن به ساحل شمالی خلیج رسیدند و مواضع دشمن در آن را پاکسازی نمودند. لشکرهای بیست و چهارم و صد و سی و دوم پیاده‌نظام ورماخت تا روز ۲۲ ژوئیه تمامی خط ساحلی در این ناحیه را نیز پاکسازی کردند. همزمان سپاه ۳۰ ورماخت راه خود را به نخستین هدف خود در ارتفاعات زاپون در لایه دوم دفاعی حول شهر باز کرد. لشکر پنجاهم پیاده‌نظام سپاه ۵۴ ورماخت نیمه شب ۲۹–۲۸ ژوئن سوار صد قایق تهاجمی از خلیج سورنایا گذر کرد و با غافلگیر کردن مدافعان، ساحل جنوبی را هم به سلطه خود درآورد. این لشکر در طول روز درونی‌ترین حلقه دفاعی شهر را نیز شکست تا کار سواستوپول یک‌سره شود. روز ۳۰ ژوئن هنگامی که مدافعان با کمبود مهمات مواجه بودند، استاوکا دستور به تخلیه افراد کلیدی از محاصره داد. به هر صورت اکثریت نیروهای شوروی قادر به خروج نشدند تا قریب به ۹۰ هزار نفر از آن‌ها به اسارت درآیند. ارتش یازدهم ورماخت روز ۱ ژوئیه وارد سواستوپول شد. تا روز ۴ ژوئیه درگیری‌ها تا حدود زیادی به پایان رسید.

## پیامدها
با تسخیر کامل شبه‌جزیره کریمه فون مانشتاین، با تأثیر از روز ۱ ژوئیه سال ۱۹۴۲، توسط هیتلر به درجه فیلدمارشالی نائل آمد. روز ۲۵ ژوئیه یک نشان اختصاصی برای تمامی اعضای نیروهای مسلح آلمان که بین دو تاریخ ۲۱ سپتامبر سال ۱۹۴۱ تا ۴ ژوئیه سال ۱۹۴۲ در کارزار کریمه شرکت داشتند ایجاد و به آن‌ها اعطا شد.
در نهایت پس از شکست فاجعه‌بار آلمان در نبرد استالینگراد و برگشتن ورق جنگ علیه آن، نیروهای ارتشبد فیودور تولبوخین در جبهه چهارم اوکراین شوروی روز ۱۱ آوریل سال ۱۹۴۴ تهاجم قدرتمندی علیه باریکه پرکوب آغاز کردند و به سرعت توانستند راه خود را به شبه‌جزیره کریمه باز کنند. باقی مانده نیروهای آلمانی و رومانیایی حاضر در شبه‌جزیره دیگر قادر به پایداری در مقابل دشمن نبودند و به درون سواستوپول عقب رانده شدند. ارتش سرخ روز ۹ مه سال ۱۹۴۴ سواستوپول را بازپس‌گرفت. با وجود تخلیه بخشی از نیروهای محور از طریق دریا، حدود ۳۰ هزار نفر در این موقعیت به اسارت شوروی درآمدند.